# Zakat al-Fitr
En Islam, la Zakât al-Fitr (en arabe: زكاة الفطر), également connue sous le nom de Sadaqat al-Fitr (Charité de la fin du Ramadan) est une obligation islamique essentielle qui se déroule à la fin du mois de Ramadan. Elle sert de purification pour ceux qui ont jeûné, en expiant les manquements mineurs commis, et elle offre également un soutien aux pauvres et nécessiteux pour qu'ils puissent célébrer l'Aïd al-Fitr,.
La Zakat al-Fitr est obligatoire pour l’individu lui-même, ainsi que pour ceux dont il est responsable de la pension alimentaire parmi les musulmans, elle doit être versée pour chaque musulman, homme ou femme, jeune ou vieux, et il n'est pas nécessaire d'être sain d'esprit, pubère ou riche pour qu'elle soit obligatoire. Il est obligatoire de la verser avant la prière de l'Aïd al-Fitr, mais il est permis de la verser dès le 27e jour du mois de Ramadan.
La quantité requise pour la Zakat al-Fitr est d'un Sa' de la nourriture de base du pays, telle que le blé, l'orge, les dattes ou les raisins secs, et un Sa' est estimé à environ 3 kg. Selon l'école de pensée de l'Imam Malik, de l'Imam Shafi'i et de l'Imam Ahmad ibn Hanbal, il n'est pas permis de payer la Zakat al-Fitr en espèces,,, tandis que l'Imam Al-Hassan al-Basrî, Omar ibn Abdul Aziz, Sufyan al-Thawri, l'Imam Abu Hanifa et leurs disciples considèrent qu'il est permis de la payer en espèces.

## Classification
Sadaqat al-Fitr est un devoir qui est wajib (requis) de tout musulman, qu'il soit homme ou femme, mineur ou adulte tant qu'il en a les moyens.
Selon la tradition islamique (Sunna), Ibn 'Umar a déclaré que le prophète Mahomet a rendu la Zakat al-Fitr obligatoire pour tout esclave, homme libre, femme, jeune et vieux parmi les musulmans.

Le chef de famille peut verser le montant requis pour les autres membres. Abu Sa'eed al-Khudree a dit :
Au nom de nos jeunes et vieux, hommes libres et esclaves, nous avions l'habitude de prendre pendant la vie du Messager d'Allah (sur qui soient la paix et les bénédictions de Dieu) un Saa` de céréales, de fromage ou de raisins secs ". 

## Signification
Le rôle important joué par la Zakat dans la circulation des richesses au sein de la société islamique est également joué par la Sadaqat al-Fitr. Cependant, dans le cas de Sadaqat al-Fitr, chaque individu est tenu de calculer combien de charité est due ainsi que des personnes à sa charge et d'aller dans la communauté afin de trouver ceux qui méritent une telle charité. Ainsi, Sadaqat al-Fitr joue un rôle très important dans le développement des liens de la communauté. Les riches sont obligés d'entrer en contact direct avec les pauvres, et les pauvres sont mis en contact avec les extrêmement pauvres. Ce contact entre les différentes couches de la société permet de tisser de véritables liens de parenté et d'amour au sein de la communauté islamique et forme ceux qui ont, à être généreux envers ceux qui n'ont pas.[réf. nécessaire]

## Objectif
Le but principal de Zakat al-Fitr est de fournir aux pauvres ce qu'il faut pour célébrer la fête de la rupture du jeûne ( 'Eid al-Fitr )  avec le reste des musulmans.
Chaque musulman est tenu de payer la Zakat al-Fitr à la fin du mois de Ramadan en signe de gratitude à Dieu pour lui avoir permis d'observer le jeûne obligatoire. Son but est :
1. En tant que prélèvement sur la personne à jeun. Ceci est basé sur le hadith : Le Prophète d' Allah a dit : « Le jeûne du mois de Ramadan sera suspendu entre la terre et les cieux et il ne sera pas élevé à la Présence Divine sans payer la Zakat al-Fitr .
2. Purifier ceux qui jeûnent de tout acte ou discours indécent et aider les pauvres et les nécessiteux.

Ce dernier point de vue est basé sur le hadith d'Ibn `Abbas qui a rapporté : « Le Prophète d'Allah a enjoint la Zakat al-Fitr à ceux qui jeûnent pour les protéger de tout acte ou discours indécent, et dans le but de fournir de la nourriture aux nécessiteux. Elle est acceptée comme Zakah pour celui qui la paie avant la prière de l'Aïd, et elle est sadaqah pour celui qui la paie après la prière.

## Conditions
Zakat al-Fitr est Wajib et doit être distribué pendant une période de temps particulière. Si quelqu'un manque la période sans raison valable, il a péché et doit se rattraper. Cette forme de charité devient obligatoire à partir du coucher du soleil le dernier jour de jeûne et reste obligatoire jusqu'au début de la prière de l'Aïd (c'est-à-dire peu après le lever du soleil le jour suivant). Cependant, il peut être payé avant la période mentionnée ci-dessus, car de nombreux Sahaba (compagnons du Prophète) payaient la Sadaqah al-Fitr quelques jours avant l'Aïd.
Après la propagation de l'Islam, les juristes ont autorisé son paiement dès le début et le milieu du Ramadan afin de s'assurer que la Zakat al-Fitr parvienne à ses bénéficiaires le jour de l'Aïd. Il est particulièrement souligné que la distribution se fasse avant les prières de l'Aïd afin que les nécessiteux qui reçoivent puissent utiliser le fitr pour subvenir aux besoins de leurs personnes à charge le jour de l'Aïd.
Nafi' a rapporté que le compagnon du Prophète, Ibn 'Umar avait l'habitude de le donner à ceux qui l'accepteraient et les gens avaient l'habitude de le donner un jour ou deux avant l'Aïd.
Ibn 'Umar a rapporté que le Prophète a ordonné qu'il ( Zakat al-Fitr ) soit donné avant que les gens n'aillent accomplir les prières ('Eid).
Celui qui oublie de payer cette Zakat al-Fitr à temps devrait le faire dès que possible même si cela ne sera pas compté comme Zakat al-Fitr .

## Taux
Le montant de la Zakat est le même pour tous, quelles que soient leurs différentes tranches de revenus. La quantité minimale est d'un saa` (quatre poignées doubles) de nourriture, de céréales ou de fruits secs pour chaque membre de la famille. Ce calcul est basé sur le rapport d'Ibn 'Umar selon lequel le Prophète a rendu la Zakat al-Fitr obligatoire et payable par un saa' de dattes séchées ou un saa' d'orge. L'école Hanafi permet de payer la Zakat al-Fitr en espèces, l'équivalent du montant ci-dessus, alors que cela n'est pas autorisé dans les écoles Maliki, Shafi'i et Hanbali. L'utilisation de l'argent liquide comme moyen de paiement est devenue la position adoptée par de nombreux conseils officiels de fatwa dans le monde,.
Un compagnon du Prophète, Abu Sa`eed al-Khudree a dit : « À l'époque du Prophète, nous avions l'habitude de le donner (Zakatal-Fitr) comme saa` de nourriture, de dattes séchées, d'orge, de raisins secs ou de fromage séché ». (Selon la majorité des érudits sunnites, un Sa'a se situe approximativement entre 2,6 kg à 3 kg.[réf. nécessaire] )
La distribution de Zakat al-Fitr est la même que celle de Zakat, et est incluse dans son sens plus large. Ceux qui peuvent recevoir la Zakat al-Fitr sont les huit catégories de destinataires mentionnées dans la sourate Al-Tawbah, [9 : 60]. Ils comprennent:
1. les pauvres,
2. les nécessiteux,
3. collecteurs de Zakah,
4. réconciliation des cœurs,
5. libérer les captifs/esclaves (payant al-Riqab),
6. débiteurs,
7. ceux qui combattent pour une cause religieuse ou une cause de Dieu ( Fī Sabīlillāh ) [17] ou pour le Jihad dans le chemin d'Allah[18],[19],[20],
8. le voyageur.

Zakat al-Fitr doit aller aux catégories mentionnées ci-dessus. La Zakat al-mal ne peut pas non plus être utilisée pour d'autres choses que ce genre.